# روبن ميد
روبن ميد (بالإنجليزية: Robin Meade)‏ هي كاتبة أغاني وصحفية أمريكية، ولدت في 21 أبريل 1969 في نيو لندن في الولايات المتحدة.

## وصلات خارجية
- الموقع الرسمي
- روبن ميد على موقع IMDb (الإنجليزية)
- روبن ميد على موقع ميوزك برينز (الإنجليزية)
- روبن ميد على موقع إن إن دي بي (الإنجليزية)
- روبن ميد على موقع أول ميوزيك (الإنجليزية)
- روبن ميد على موقع ديسكوغز (الإنجليزية)
- روبن ميد على موقع قاعدة بيانات الفيلم (الإنجليزية)